# Blaaksedijk
De Blaaksedijk (vroeger Blaakschedijk, Blaakschedyk of De Blaek) is een dijk en een straat in de gemeente Hoeksche Waard, Zuid-Holland, Nederland. De dijk is gelegen tussen Heinenoord in het westen en Puttershoek in het oosten. Van het Oosteinde in Heinenoord tot de Rustenburgstraat in Puttershoek is de dijk 4.8 km lang.
In het westen, bij Heinenoord, heet de weg die over de dijk loopt Blaaksedijk West. Deze weg gaat na ongeveer 1.7 km, waar de Blaakseweg op de dijk uitkomt, over in de Blaaksedijk Oost. Nog weer ongeveer een kilometer verder naar het oosten gaat de weg over in de Blaaksedijk. De Blaaksedijk West, Blaaksedijk Oost en Blaaksedijk vormen samen een lang dijkdorp tussen Puttershoek, Heinenoord en Mijnsheerenland.
Bij het dorp hoort het industrieterrein Boonsweg. Hier is onder meer de "Witte Markt" gevestigd, een vlooienmarkt waar elke zaterdag een groot aantal bezoekers op afkomt.